# لورن مايكلز
لورن مايكلز (بالإنجليزية: Lorne Michaels)‏، (17 نوفمبر 1944) منتج وكاتب وممثل هزلي كندي الجنسية في التلفاز الأمريكي. أشهر أعماله في الإبداع والإنتاج هي برنامج ليلة السبت مباشر وإنتاجه للعديد من الأفلام والأعمال التليفزيونية المنبثقة منه.

## فترة الطفولة
وُلد مايكلز في إسرائيل في كيبوتس، وسرعان ما هاجرت عائلته إلى تورونتو، أونتاريو، كندا. والداه فلورانس وهنري أبراهام ليبويتز، بائع الفرو. كان هو أكبر أبناء ليبويتز. لديه أخت اسمها باربرا ليبويتز تقيم حاليًا في تورونتو وأخ اسمه مارك ليبويتز تُوفي بسبب ورم في المخ. درس مايكلز في معهد فورست هيل الجامعي في تورونتو وتخرج من جامعة تورونتو، حيث تخصص في الإنجليزية، في عام 1966. بدأ مايكلز حياته المهنية ككاتب ومذيع في إذاعة CBC. وانتقل إلى لوس أنجلوس من تورونتو في عام 1968 للعمل ككاتب بالبرنامج التليفزيوني Laugh-In وبرنامج عرض فيليس دير الرائع. قام بالتمثيل كنجم مع هارت بومرانتز في الحلقات التليفزيونية الكوميدية الساعة الرائعة لهارت ولورن، والذي أُذيع باختصار في بداية السبعينيات من القرن العشرين. وفي أواخر الستينيات من القرن العشرين، تزوج مايكلز من روزي شستر، والتي عملت معه بعد ذلك في برنامج ليلة السبت ككاتبة.

## ليلة السبت
في عام 1975، ابتكر مايكلز (بمساعدة زميله العامل في NBC ديك إيبرسول ورئيس الشبكة هيرب سكلوسر) العرض التليفزيوني ليلة السبت على NBC، والذي قد تغير اسمه في عام 1977 إلى ليلة السبت مباشر. وقد حقق العرض على الفور، والذي كان يقام مباشرةً أمام مجموعة من الجمهور في الاستديو، صيتًا لكونه تنافسيًا وغير مُتوقع. وأصبح هو مركبة انطلاق الحياة المهنية لعديد من أفضل الممثلين الهزليين في الولايات المتحدة.
وكان مايكلز هو منتج البرنامج في الأساس، وكان أيضًا كاتبًا وبعد ذلك أصبح المنتج التنفيذي له. ويظهر مايكلز أحيانًا على الشاشة أيضًا، حيث إنه مشهور بفكاهة جمود الوجه. ومن خلال تاريخ العرض، رُشح برنامج SNL لأكثر من 80 جائزة من جوائز أيمي وحصل على 18 جائزة منها. فهو كان واحدًا من البرامج التليفزيونية الأعلى نسبة مشاهدة في السهرة بشكل مستمر. وظلّ مايكلز في برنامج SNL في جميع مواسمه فيما عدا فجوته في بداية الثمانينيات من القرن العشرين (المواسم 6–10).
وقد ظهرت ابنته صوفي في بعض الحلقات، إحداها كانت في الموسم الثلاثين حيث استضافها جوني نوكسفيل وأثناء المونولوج عندما كان لورن يقدم جوني نوكسفيل لابنته صعقته صوفي بالمسدس الصاعق. ظهرت أيضًا في مشهد مسرحي هزلي حول شرب الكحوليات للقصر عندما استضافها زاك إيفرون.
وربما كان أفضل ظهور مشهور به مايكلز في الموسم الأول عندما قدّم لفريق البيتلز 3.000 دولار-وهو مبلغ زهيد عن قصد- ليُعيد تجميعهم في العرض الخاص به. رفع بعد ذلك عرضه إلى 3.200 دولار لكن لم يُستحق المال مطلقًا. وطبقًا لمقابلة مع مجلة Playboy، تصادف وجود كل من جون لينون وبول ماك كارتيني في مدينة نيويورك تلك الليلة وشاهدا العرض. وذهبا إلى العرض تقريبًا ولكن قد غيرا رأيهما لأنه قد فات الأوان للوصول للعرض في الوقت المحدد وكان كلاهما مُتعبًا. وكان هذا لم الشمل التقريبي أساس الفيلم التليفزيوني Two of Us.

## أعمال أخرى
بدأ مايكلز برنامج فيديو برودواي (Broadway Video) عام 1979، منتجًا برامج مثل أطفال في القاعة (The Kids in the Hall).
وأثناء غيابه عن برنامج SNL، ابتكر مايكلز عرضًا لمشهد مسرحي هزلي آخر بعنوان العرض الجديد (The New Show)، والذي ظهر لأول مرة في ليالي الجمعة في وقت الذروة على شاشة NBC في يناير عام 1984. وقد أخفق العرض في جذب نفس الحماسة لبرنامج SNL.
وفي الثمانينيات من القرن العشرين، ظهر مايكلز في قناة HBO وهي قناة أفلام وثائقية صورية في برنامج بعنوان المؤامرة الكندية وهو حول الإشراف المفترض للولايات المتحدة من قبل الشخصيات الإعلامية كندية الأصل مع لورن جرين كقائد المؤامرة. وكان يُعرّف مايكلز بأنه الخليفة الممسوح لجرين.
ونجد أن مايكلز أيضًا هو المنتج التنفيذي لعروض قناة هيئة الإذاعة الوطنية Late Night، 30 روك، وUp All Night.

## الألقاب الشرفية
في عام 1999، تقلّد مايكلز منصبًا في قاعة أكاديمية التليفزيون للمشاهير. في عام 2002، كان مايكلز عضوًا في الوسام الكندي عن انجازاته على مدى حياته، ومُنح نجمة على ممر الشهرة في هوليود.
في عام 2003، حصل على نجمة على ممر كندا للمشاهير.
في عام 2004، مُنح جائزة مارك توين للفكاهة الأمريكية من مركز جون كينيدي للفنون. وبالحديث عن احتفاليات الجوائز، فقد وصف عضو في طاقم عمل الحياة في ليلة السبت دان أيكوريد بـ«الصوت الساخر الأول في البلاد».
وفي كندا، حصل مايكلز أيضًا على جائزة الحاكم العام عن عام 2006 لما حققه في حياته الفنية.
في عام 2008، مُنح مايكلز جائزة الويبي عما حققه في حياته في الأفلام والفيديو ومع الكلمات الخمس المخصصة المسموحة لكل حاصل على الجائزة، كان خطاب قبوله ذو الكلمات الخمس هو «خمس كلمات لا تكفي».

## في الثقافة الشعبية

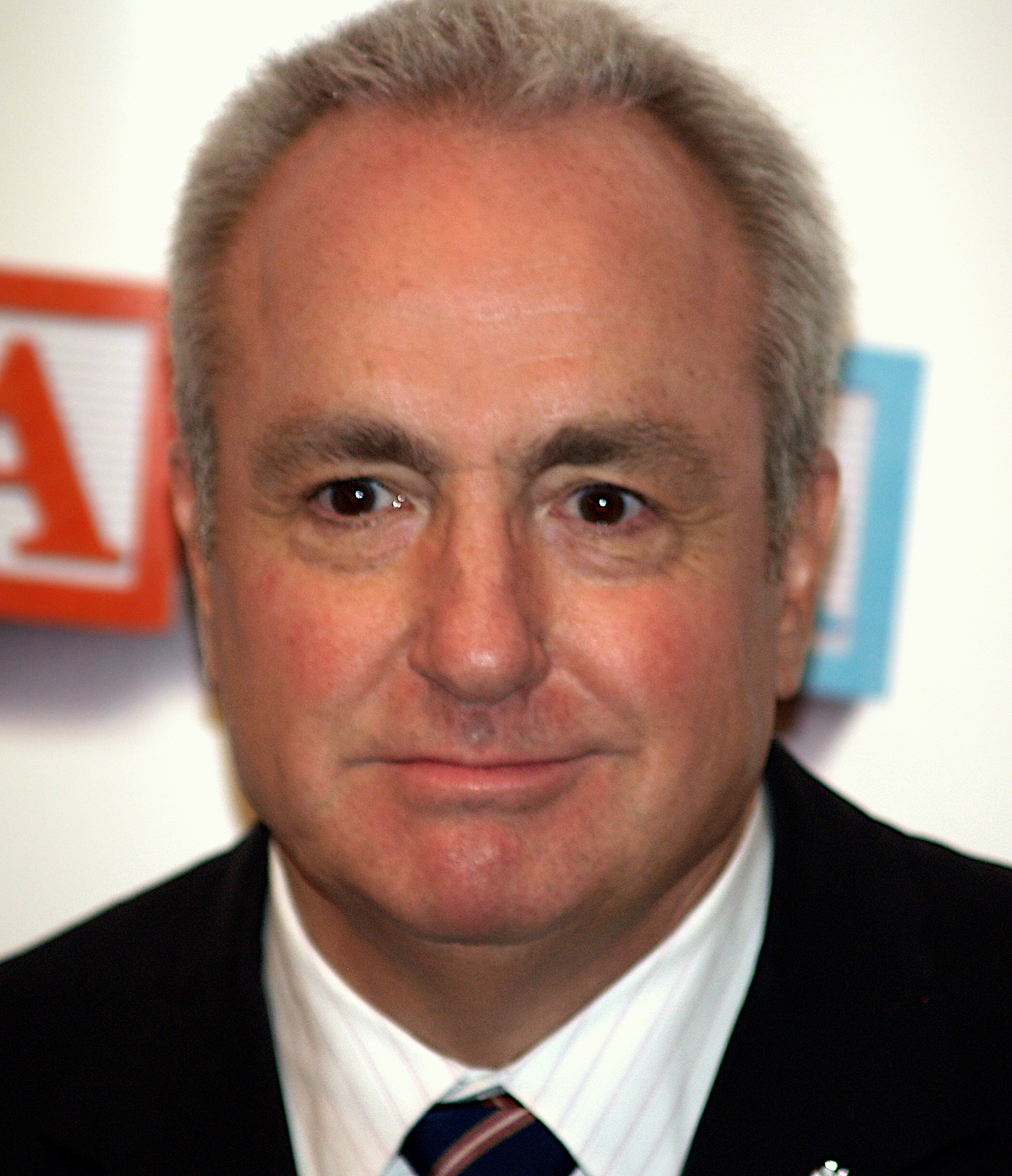
مايكلز في مهرجان تريبيكا للفيلم السينمائي. عام 2008. ذكر

مارك ماك كيني من الفريق الكوميدي في أطفال في القاعة أن شخصيته، دون رويتر، ورئيس رويتر الصيدلي في الفيلم وهو بريان كاندي، هي قائمة على أساس لورن مايكلز.
وقد مثّل مايكلز في فيلم تليفزيوني عام 2002 من إخراج آري كوهين غيلدا راندر: It's Always Something.
وقد ذُكر مايكلز في ثلاث حلقات من المسلسل الأمريكي عائلة سمبسون (كل مرة بهدف الفكاهة).
في مقابلة عام 2008 مع بلاي بوي، بالإضافة إلى مقابلات مختلفة أخرى، اعترفت تينا فاي أن شخصية آليك بالدوين وهو جاك دوناغي في مسلسل 30 روك مُستلهمة من مايكلز. في مقابلة مختلفة على البرنامج الإذاعي بقناة NPR «انتظر انتظر لا تخبرني» (Wait Wait Don't Tell Me)، ذكر بالدوين بعضًا من ملهماته لشخصية دوناغي كانت منبثقة عن مايكلز.

## الحياة الشخصية
أصبح مايكلز مواطنًا أمريكيًا في عام 1987. وهو لديه ثلاثة أولاد: هنري يدرس في كلية دارتموث طالب في الفصل الدراسي لعام 2014؛ وإداورد يدرس في أكاديمية ديرفيلد، الفصل الدراسي 2013؛ وابنة وهي صوفي والتي تدرس أيضًا في أكاديمية ديرفيلد في الفصل الدراسي 2016. وقد تزوج مايكلز ثلاث مرات، الأولى من كاتبة برنامج SNL روزي شستر (1967؛ وتطلقا عام 1980)، ثم من عارضة الأزياء سوسن فرويستال (1984؛ وتطلقا عام 1987) وحاليًا من مساعدته السابقة أليس باري (1991 إلى الآن). قد موَّل لورن حملات السيناتورات باراك أوباما وكريس دوود وسوني لاندهام وجون ماكين على مدار السنوات.